# Roquefeuil, Aude

Roquefeuil este o comună în departamentul Aude din sudul Franței. În 1 ianuarie 2022 avea o populație de 285 de locuitori.